# Hans R. Knudsen
Pour les articles homonymes, voir Hans Knudsen (homonymie).
Hans Rynkeby Knudsen, né le 12 novembre 1903 à Løgstør, et mort le 4 novembre 1962 à Nykøbing Mors, est un journaliste et homme danois, membre des Sociaux-démocrates, ancien ministre et ancien député au Parlement (le Folketing).

## Biographie
Il est député entre 1950 et 1962. Il est ministre de l'Intérieur en 1960 dans le second gouvernement du Premier ministre Viggo Kampmann et en 1961 ministre des Finances dans ce même gouvernement et dans celui de son successeur Jens Otto Krag.

## Source de la traduction
- (da) Cet article est partiellement ou en totalité issu de l’article de Wikipédia en danois intitulé « Hans R. Knudsen » (voir la liste des auteurs).